# Marilyn Hacker
Pour les articles homonymes, voir Hacker.
Marilyn Hacker, née le 27 novembre 1942 à New York, est une poétesse, essayiste, traductrice américaine.

## Biographie
Fille d'une famille d'immigrants d'origine juive, Marilyn Hacker grandit dans le quartier new-yorkais du Bronx, Ses parents étaient des chimistes qui finirent leur carrière comme enseignants, sa mère dans une public school (d’Angleterre, donc d’après l’auteur de cette information) de New York City , son père au City College of New York. 
Elle fait ses études au Bronx High School of Science, enfant surdouée[Selon qui ?], elle entre à 15 ans à la New York University où elle obtiendra un Bachelor of Arts. 
À l'âge de dix-huit ans, elle épouse l'un de ses condisciples du même âge, Samuel R. Delany. Ensemble ils publient leurs poèmes dans le University Literary Magazine. Ils ont une fille, et vivent librement chacun de leur côté. Ils divorcent en 1979.
Elle se fait connaître pour ses poèmes dès l'université. Certains apparaissent dans un roman de son mari, Babel 17 (1966), dont elle a inspiré l'héroïne Rydra Wong. 
Les critiques la placent généralement dans la lignée d'Adrienne Rich. Elle a dédié certains poèmes à Muriel Rukeyser, Edmund White ou Geneviève Pastre. Par-delà les affinités (bisexualité, féminisme), elle possède un ton très personnel et un goût de la recherche formelle qui l'a poussée à s'intéresser aux formes fixes de la poésie française comme la villanelle. Elle a également traduit des poètes français comme Vénus Khoury-Ghata, Hédi Kaddour ou Claire Malroux.
Elle s'installe à Paris en 2008 ; elle fait connaitre son œuvre aux Parisiens en participant, entre autres, aux Cycles de lecture des Ivy Writers.
Elle est élue en 2008 chancelière du bureau de l'Academy of American Poets.
Marilyn Hacker enseigne la littérature anglaise au City College of New York. Elle partage sa vie entre New York et Paris.

## Liste des œuvres

### Poésies
- 1974, Presentation Piece,  Éd. Viking Press, N.Y—Winner of the National Book Award[8],[9].
- 1976, Separations , Éd. Knopf
- 1980, Taking Notice,  Éd. Knopf
- 1985, Assumptions,  Éd. Knopf
- 1986, Love, Death, and the Changing of the Seasons,  Éd. W. W. Norton & Company
- 1990, Going Back to the River, Éd. Random House
- 1991, The Hang-Glider's Daughter: New and Selected Poems , Éd.  Onlywomen Pr Ltd
- 1994, Selected Poems: 1965 - 1990,  Éd. W. W. Norton & Company
- 1995, Winter Numbers: Poems ,  Éd. W. W. Norton & Company
- 2000, Squares and Courtyards ,  Éd. W. W. Norton & Company
- 2003, Desesperanto: Poems 1999-2002 Éd. W. W. Norton & Company
- 2003, First Cities: Collected Early Poems 1960-1979, Éd.  W. W. Norton & Company
- 2006, Essays on Departure: New and Selected Poems, Éd.  Carcanet Press, Manchester
- 2009, Names: Poems, Éd.  W. W. Norton & Company
- 2015, A Stranger's Mirror: New and Selected Poems 1994 - 2014, Éd. W. W. Norton & Company

### Essai
- Unauthorized Voices (Poets on Poetry Series, University of Michigan Press, 2010

### Traductions
- 2010, de Hedi Kaddour, Poems,  Éd. Yale University Press

- 2008, de Marie Étienne, King of a Hundred Horsemen: Poems, (Traduction de : Roi des cent cavaliers ), Éd. Farrar Straus Giroux, New York.
- 2008, de Vénus Khoury-Ghata, Nettles, Éd. Graywolf Press
- 2005, de Claire Malroux, Birds and Bison,  Éd. Sheep Meadow
- 2003, de Vénus Khoury-Ghata, She Says, Éd. Graywolf Press
- 2001, de Vénus Khoury-Ghata, Here There Was Once a Country, Éd. Oberlin College Press
- 2000, de Claire Malroux, A Long-Gone Sun, Éd. Sheep Meadow Press

### Anthologies
- (avec Samuel R. Delany) Quark/1 (1970, science fiction)
- (avec Samuel R. Delany) Quark/2 (1971, science fiction)
- (avec  Samuel R. Delany) Quark/3 (1971, science fiction)
- (avec Samuel R. Delany) Quark/4 (1971, science fiction)

### Comme éditrice
- (en) Poetry to Heal Your Blues, 2005Anthologie de plusieurs auteurs

## Prix et distinctions
- 2010, le PEN/Voelcker Award for Poetry[16]
- 2009, le PEN Award for Poetry in Translation pour King of a Hundred Horsemen de Marie Étienne[16]
- 2009, Robert Fagles Translation Prize from the National Poetry Series[17]
- 1994, Prix Lambda Literary  dans la catégorie Lesbian Poetry pour Winter Numbers
- 1990, Prix Lambda Literary  dans la catégorie Lesbian Poetry pour Going Back to the River
- 1974, National Book Award , pour Presentation Piece[18]
- 1973, le Lamont Poetry Prize[réf. souhaitée]